# Olha Zúbareva
Olha Zúbareva (ucraïnès: Ольга Валентинівна Зубарева)  (Kíiv, 27 de gener de 1958) és una ex-jugadora d'handbol ucraïnesa que va competir sota bandera soviètica durant les dècades de 1970 i 1980.
El 1980 va prendre part en els Jocs Olímpics de Moscou, on guanyà la medalla d'or en la competició d'handbol.
En el seu palmarès també destaquen tres medalles al Campionat del món d'handbol: d'or el 1982 i 1986, i una de plata al de 1978. A nivell de clubs jugà principalment al Spartak de Kíev, amb qui guanyà nou edicions de la lliga soviètica (1977, 1978, 1979, 1980, 1981, 1982, 1983, 1984, 1985), la copa soviètica de 1977 i la Copa d'Europa de 1977, 1979, 1981 i 1985.